# گورستان دمب پیشین ۲
قبرستان دمب پیشین ۲ مربوط به سده‌های میانه دوران‌های تاریخی پس از اسلام است و در شهرستان سرباز، بخش پیشین، دهستان پیشین، روستای پیشین واقع شده و این اثر در تاریخ ۲۷ اسفند ۱۳۸۷ با شمارهٔ ثبت ۲۶۲۲۰ به‌عنوان یکی از آثار ملی ایران به ثبت رسیده است.